# 米丘林大道站 (大環線)
米丘林大道站（羅馬化：Michurinsky Prospekt）是莫斯科地鐵大環線西南端的地铁站，2021年12月7日啟用。该站可以与同名的米丘林大道站換乘加里宁-松采沃线。